# Turtle Islands (Sulusee)
Die Turtle Islands sind eine Inselgruppe in den Territorialgewässern der Philippinen und Malaysias. Die Gruppe von elf Inseln liegt in der Sulusee, ca. 40 km östlich von Sandakan, 1000 km südwestlich von Manila. Der Inselarchipel ist getrennt in einen philippinischen und einen malaysischen Teil.

## Geographie

### Allgemein
Der philippinische Teil der Inselgruppe besteht aus sieben Inseln, diese sind Boan, Langaan, Lihiman, Great Bakkungan, Taganak, Baguan und Sibaung. Auf ihnen lebten im Jahre 2007 insgesamt 6.194 Menschen in der gleichnamigen Großraumgemeinde Turtle Islands. Die größte Insel im philippinischen Teil der Inselgruppe ist Taganak mit 116 Hektar, auf ihr liegt die höchste Erhebung der Inselgruppe, die 148 Meter über den Meeresspiegel erreicht. Seit 1999 steht der philippinische Teil komplett unter Naturschutz, als Turtle Islands Wildlife Sanctuary, das seit dem 16. Mai 2006 auf der Vorschlagsliste der Philippinen zur Aufnahme in die Welterbeliste der UNESCO steht.
Der malaysische Teil der Inselgruppe besteht aus vier Inseln, diese sind: Pulau Selingaan, Pulau Bakkungan Kechil (Schlammvulkan), Pulau Gulisaan und nur drei Kilometer südwestlich von Pulau Gulisaan gelegene Pulau Libaran. Pulau Selingan ist 8 Hektar groß, Pulau Bakkungan 8,5 Hektar, und Pulau Gulisaan 1,6 Hektar. Diese drei Inseln stehen seit 1976 als der Nationalpark Turtle Islands Park of Sabah unter strikten Naturschutz. Pulau Libaran gehört nicht zum Nationalpark, wird aber zu den Turtle Islands gerechnet.
1995 unterzeichneten die Philippinen und Malaysia ein Abkommen über den gemeinsamen Schutz der Inselgruppe. Das Schutzgebiet wird lt. dem Abkommen  als Turtle Islands Heritage Protected Area (TIHPA) bezeichnet.

### Liste der Turtle Islands
- Karte mit allen Koordinaten:
- OSM |
- WikiMap

| Inselname               | Aliasname                | Staat       | Koordinaten           | Fläche (ha) | Einwohner |
| ----------------------- | ------------------------ | ----------- | --------------------- | ----------- | --------- |
| Boaan Island            | Boan Island              | Philippinen | 06° 17′ N, 118° 05′ O | 76          | …         |
| Baguan Island           |                          | Philippinen | 06° 06′ N, 118° 27′ O | 29,1        | …         |
| Great Bakkungaan Island | Greater Bakkungaan       | Philippinen | 06° 11′ N, 118° 07′ O | 51          | …         |
| Langaan Island          |                          | Philippinen | 06° 12′ N, 118° 09′ O | 7           | …         |
| Lihiman Island          |                          | Philippinen | 06° 14′ N, 118° 04′ O | 29          | …         |
| Taganak Island          | Turtle Island            | Philippinen | 06° 05′ N, 118° 19′ O | 116         | …         |
| Sibaung Island          | Sibaung Reef             | Philippinen | 06° 18′ N, 118° 00′ O | 0,1         | …         |
| Pulau Gulisaan          | Pulau Guilisan           | Malaysia    | 06° 17′ N, 118° 05′ O | 1,6         | …         |
| Pulau Selingaan         | Turtle Island            | Malaysia    | 06° 10′ N, 118° 04′ O | 8           | …         |
| Pulau Libaran           |                          | Malaysia    | 06° 07′ N, 118° 01′ O | 219         | …         |
| Pulau Bakkungaan Kechil | Little Bakkungaan Island | Malaysia    | 06° 10′ N, 118° 07′ O | 8,5         | …         |

## Ökologie
Die Inselgruppe gilt als eines der zehn wichtigsten Brutgebiete der Suppenschildkröte (Chelonia mydas) und eines der wenigen Brutgebiete der Echten Karettschildkröte (Eretmochelys imbricata) weltweit. Auf den Inseln Baguan und  liegt der Hauptnistplatz der Suppenschildkröte. Insgesamt wurde die Zahl der gefundenen Nistgelege der Suppenschildkröte 2011 mit 14.220, mit über 1,44 Mio. Eiern, angegeben. Im Jahr 2004 wurde bisher die niedrigste Zahl an Nistgelegen gefunden, es waren etwas über 4.000. Diese deutliche Steigerung der Anzahl der Nistgelege wird als Erfolg der Schutzbemühungen der Philippinen und Malaysias gewertet.
Die echte Karettschildkröte nistet auf Pulau Gulisaan, sie kann das ganze Jahr über beobachtet werden.
Die Inselgruppe ist ein wichtiges Überwinterungsgebiet und Rastplatz für Zugvögel aus Asien. Die Inseln werden von großen Korallenriffen umgeben und gelten als besonders Artenreich. Große ausgedehnte Seegraswiesen liegen in den Lagunenbereichen der Inseln. Diese umfassen die Arten Halophila ovalis, Cymodocea rotundata, Halodule pinifolia, Halodule uninervis und Syringodium isoetifolium, diese gelten als Pionierpflanzen.
Die Flora der Inseln umfasst die Baum- und Pflanzenarten Terminalia catappa, Desmodium umbellatum, Pandanus tectorius, Premna serratifolia, Premna obtusifolia, Erythrina variegata, Barringtonia asiatica, Thespesia populnea, Hibiscus tiliaceus, Sterculia ceramica, Callphyllum inophyllum, Guettarda speciosa, Xylocarpus moluccensis, Pongamia pinnata und Scaevola frutescens.

## Tourismus
Unterbringungsmöglichkeiten bestehen sowohl auf dem philippinischen, wie auch auf dem malaysischen Teil des Archipels. Die Anreise ist über Malaysia jedoch etwas einfacher als über die Philippinen. Es gelten auf beiden Seiten des Archipels die gleichen Restriktionen. Auf den Nistinseln ist es verboten in der Dunkelheit am Strand entlangzugehen, Lagerfeuer zu entfachen, helle Taschenlampen am Strand zu benutzen, nachts zu singen, zu tanzen oder zu musizieren.

## Klima
Das Klima der Region, in der die Inselgruppe liegt, ist tropisch schwülwarm. Die Minimumtemperaturen liegen zwischen 22 und 24 °C, die Höchsttemperaturen zwischen 29 und 33 °C. Die mittleren Jahresniederschläge liegen um die 3100 mm auf Borneo und 2300 mm auf Cagayan de Tawi-Tawi.